# Alappmoen
Alappmoen es un pequeño asentamiento localizado a 1 km al sur del río Målselva en el municipio de Målselv en Troms, Noruega. Está a 21,5 km al sudeste de Bardufoss y a 11 km suroeste de Skjold. 
La ubicación de Alappmoen es inusual debido a que está en medio de un bosque y no en la costa, como la mayoría de localidades. Las granjas de Rolvsjord, Skog, Frostad y Renmelmoen son parte de la villa.  